# حزبقراطية

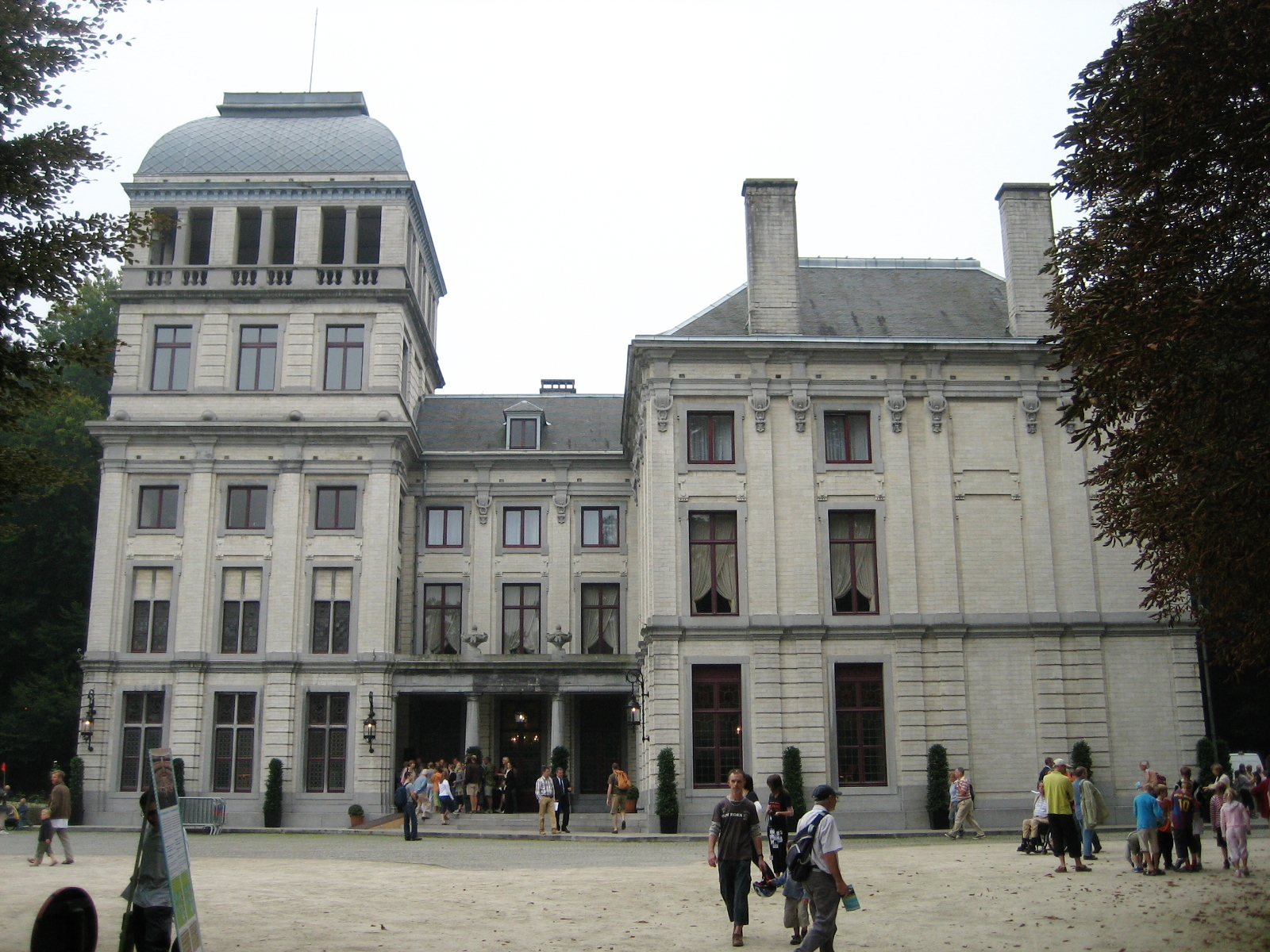

الحزبُقراطية هي في الواقع شكل من أشكال الحكومة حيث يسيطر حزب سياسي واحد أو أكثر على العملية السياسية، بدلًا عن المواطنين و/أو الأفراد السياسيين. جادل العالم السياسي الإيطالي ماورو كاليس عام 1994 بأن المصطلح غالبًا ما يكون مهينًا، ما يعني ضمنًا أن للأحزاب سلطة كبيرة؛ وفي اتجاه مشابه، قيل في بعض الأحيان في الأوقات السابقة للحداثة إن الديمقراطية كانت تُحكم عن طريق العامة أو الحشود محدودة الثقافة وسهلة التضليل. ويبدو أن الجهود المبذولة لتحويل «الحزبُقراطية» إلى مفهوم علمي واضح حتى الآن لم تنجح إلا جزئيًا.

## المسوغات والأنواع
تميل الحزبُقراطية إلى تثبيت نفسها مع زيادة تكلفة الحملات الانتخابية وتأثير وسائل الإعلام بحيث يمكن أن تكون مسيطرة على الصعيد الوطني في المناطق الانتخابية الكبيرة ولكن غائبة على الصعيد المحلي. قد يكون لعدد قليل من السياسيين البارزين المعروفين تأثير كافٍ على الرأي العام لمقاومة حزبهم أو السيطرة عليه.
الحزبُقراطية المطلقة هي دولة الحزب الواحد، رغم أنها ليست حزبًا حقيقيًا، لأنها لا تقوم بالدور الأساسي لمنافسة الأحزاب الأخرى. غالبًا ما يُسيطر عليها بموجب القانون، بينما في الدول الحزبُقراطية ذات الأحزاب المتعددة لا يمكن فرضها أو الإحالة بالفعل دونها طبقًا للقانون.
في الأنظمة متعددة الأحزاب، يمكن أن تختلف درجة الاستقلال الفردي داخل كل دولة وفقًا لقواعد الحزب وتقاليده، وذلك بالاعتماد على ما إذا كان الحزب في السلطة، وما إذا كان ذلك منفردًا (في الغالب نظام الحزبين بحكم الأمر الواقع) أو في حكم ائتلافي. إن الحاجة الرياضية لتشكيل الائتلاف تمنع من حصول حزب واحد على السيطرة التامة المحتملة من جهة، وتوفر الذريعة المثالية لعدم مساءلة الناخب بعدم تقديم الوعود لبرنامج الحزب من جهة أخرى.

## أمثلة
يقدم نظام الأحزاب الذي طُور في جمهورية ألمانيا الاتحادية بعد الحرب العالمية الثانية أمثلة على الحزبُقراطيات. بشكل أوضح مما هو عليه الحال في معظم الأنظمة البرلمانية الأوروبية، تلعب الأحزاب دورًا رئيسيًا في سياسات جمهورية ألمانيا الاتحادية بما يتجاوز دور الأفراد. تنص المادة 21 من القانون الأساسي لجمهورية ألمانيا الاتحادية على أنه «يجب أن تشارك الأحزاب السياسية في تشكيل الإرادة السياسية للشعب. يمكن تأسيسها بحرية. يجب أن يتطابق تنظيمها الداخلي مع المبادئ الديمقراطية. يجب أن تجري مساءلتهم علانية عن مصادر أموالهم». عزز «قانون الأحزاب» لعام 1967 دور الأحزاب العملية السياسية، وعالج التنظيم الحزبي وحقوق العضوية والإجراءات المحددة مثل ترشيح المتقدمين لشغل المناصب. تشير الوظيفة التعليمية في المادة 21 (المشاركة في «تشكيل الإرادة السياسية») إلى أنه ينبغي على الأحزاب المساعدة في تحديد الرأي العام بدلًا عن مجرد تنفيذ رغبات الناخبين.
على الجانب الآخر من الستار الحديدي، كانت جمهورية ألمانيا الاتحادية السابقة (أو ألمانيا الشرقية، 1949-1990) بالكاد ديمقراطية، ولكن على الأقل من الناحية النظرية أكثر ديمقراطية من اتحاد الجمهوريات الاشتراكية السوفييتية بقدر ما سمح حزب الوحدة الاشتراكية المهيمن بوجود مصالح مجموعات أحزاب الأقلية الأبدية الصغيرة في الجبهة الوطنية.
في الغرب، يمكن النظر إلى الولايات المتحدة، التي ظل فيها الحزبان الديمقراطي والجمهوري مسيطرَين بشكل مستمر منذ ما قبل الحرب الأهلية الأمريكية، على أنها حزبُقراطية.
تعتبر الحزبُقراطية أحد أسباب الاحتجاجات اليونانية 2010-2011.
وصف بعض العلماء الحزب الثوري المؤسساتي المكسيكي بأنه «حزب دولة» أو «حكم دكتاتوري مثالي» لحكمه المكسيك لأكثر من 70 عامًا (1929-2000)، لكنه فقد السلطة في وقت لاحق لمدة 12 عامًا، واستعادها في عام 2012.
يُنظر إلى جمهورية أيرلندا أيضًا على أنها حزبُقراطية.
منذ تأسيس الدولة، قاد أحدُ حزبين -فيانا فايل وفاين جايل- الحكومةَ دومًا، سواء من تلقاء نفسه أو عن طريق الائتلاف. فيانا فايل هو واحد من أنجح الأحزاب السياسية في التاريخ. منذ تشكيل أول حكومة فيانا فايل في 9 مارس 1932 وحتى انتخابات 2011، كان الحزب مسيطرًا لمدة 61 عامًا من أصل 79 عامًا. سيطر فاين جايل خلال الأعوام المتبقية.
في جنوب أفريقيا، كان المؤتمر الوطني الأفريقي هو الحزب الحاكم منذ أول انتخابات حرة ونزيهة في عام 1994، على الرغم من العديد من الخلافات البارزة على مر السنين.
يمكن أيضًا اعتبار البرازيل حزبُقراطية، إلا أن البعض يعتبر هذا البلد بلوتوقراطيًا.

## الحزبُقراطية الإيطالية
زُعم أن الأحزاب الإيطالية احتفظت بسلطة كبيرة في الجمهورية الأولى، إذ فحصت خيارات المواطنين في الانتخابات. سيعيد هذا القانون الانتخابي العمل على قوائم انتخابية ثابتة، ليتمكن الناخبين من التعبير عن تفضيلهم لقائمة لا لمرشح محدد. يمكن استخدام ذلك من قبل الأحزاب لضمان إعادة انتخاب افتراضية لشخصيات غير شعبية لكنها قوية، والتي ستكون أضعف في النظام الانتخابي «الفوز للأكثر أصواتًا».
إن نظام التمثيل النسبي شبه الخالص في الجمهورية الأولى لم ينتج عنه فقط تجزئة الأحزاب وبالتالي عدم الاستقرار الحكومي، بل أيضًا عزل الأحزاب عن الناخبين والمجتمع المدني. كان هذا معروفًا في إيطاليا باسم «الحزبُقراطية»، على عكس الديمقراطية، وأدى إلى الفساد وسياسة برميل لحم الخنزير (استعارة للاعتماد على الإنفاق الحكومي للمشاريع المحلية المضمونة فقط أو في المقام الأول لجلب المال إلى منطقه الممثل). يسمح الدستور الإيطالي، مع وجود عراقيل كبيرة، بإلغاء الاستفتاءات وتمكين المواطنين من حذف القوانين التي أقرها البرلمان أو أجزاء منها (مع وجود استثناءات).
اقترحت حركة إصلاحية تُعرف باسم لجنة دعم الاستفتاءات في الانتخابات، بقيادة عضو الحزب الديمقراطي المسيحي الإيطالي ماريو سيغني، ثلاث إجراءات استفتائية، أحدها سمحت به المحكمة الدستورية الإيطالية (كانت في ذلك الوقت مليئة بأعضاء الحزب الاشتراكي الإيطالي ومعادي الحركة). وبالتالي، سأل الاستفتاء الذي سيُجري في يونيو 1991 الناخبين عما إذا كانوا يريدون تقليل عدد التفضيلات من ثلاثة أو أربعة إلى واحد في المجلس النيابي للحد من إساءة استخدام نظام القائمة المفتوحة من قبل النخب الحزبية وضمان التفويض الدقيق للمقاعد البرلمانية للمرشحين الشعبيين مع الناخبين. بعد تصويت 62.5% من الناخبين الإيطاليين، أقر الاستفتاء الشعبي أن 95% من نتائج التصويت كانت لصالحه. واعتُبر هذا بمثابة تصويت ضد الحزبُقراطية التي قامت بحملة ضد الاستفتاء الشعبي.
وبعد أن شجعهم انتصارهم في عام 1991، وشجعتهم فضائح ماني بوليتي التي بدأت تتكشف والخسارة الفادحة في الأصوات للأحزاب التقليدية في الانتخابات العامة عام 1992، دفع الإصلاحيون باستفتاء آخر، وألغوا نظام التمثيل النسبي لمجلس الشيوخ الإيطالي، وأيدوا ضمنًا نظام التعددية الذي يجبر الأطراف من الناحية النظرية على الالتفاف حول قطبين أيديولوجيين، وبالتالي توفير الاستقرار الحكومي. أُجري هذا الاستفتاء الشعبي في أبريل عام 1993 وتمت الموافقة عليه بدعم 80% من المصوتين. تسبب هذا في انهيار حكومة جوليانو أماتو بعد ثلاثة أيام.